# Condado de Van Buren (Michigan)
O Condado de Van Buren é um dos 88 condados do estado norte-americano de Michigan. A sede do condado é Paw Paw, e a sua maior cidade é South Haven.
O condado tem uma área de 2824 km² (dos quais 1 241 km² estão cobertos por água), uma população de 76 263 habitantes, e uma densidade populacional de 48 hab/km² (segundo o censo nacional de 2000). Recebeu o seu nome em homenagem a Martin Van Buren (1782–1862), senador, diplomata, governador de Nova Iorque, vice-presidente dos Estados Unidos (1833-1837) e depois o oitavo presidente dos Estados Unidos (1837-1841).